# Луканюк Роман Миколайович
Роман Миколайович Луканюк — старший лейтенант Збройних сил України, учасник російсько-української війни, що відзначився під час російського вторгнення в Україну в 2022 році.
Брав участь в АТО на сході України в складі 128-ої окремої гірничо-піхотної бригади (в/ч А1556), обіймав посаду начальника зв'язку – командир взводу.

## Нагороди
- орден «За мужність» III ступеня (2022) — за особисту мужність і самовіддані дії, виявлені у захисті державного суверенітету та територіальної цілісності України, вірність військовій присязі[2]..